# Yusuf Tibazi
Yusuf Tibazi (en arabe : يوسف تيبازي), né le 13 mars 1996, est un nageur marocain.

## Carrière
Yusuf Tibazi obtient la médaille d'argent du 100 mètres papillon ainsi que la médaille de bronze du 50 mètres papillon aux Championnats d'Afrique de natation 2018 à Alger.
Il est ensuite médaillé de bronze du 100 mètres papillon ainsi que du relais 4 x 100 mètres quatre nages mixte aux Jeux africains de 2019 au Maroc.